# Manuel Agujetas
Manuel de los Santos Pastor dit Agujetas ou Agujetas de Jerez, né le 17 mai 1939 à Rota près de Cadix (d'autres sources indiquent comme lieu de naissance : Las Tablas, Polila y Añina, près de Jerez de la Frontera, mais il n'avait pas de certificat de naissance) et mort le 25 décembre 2015 à Jerez de la Frontera, est un chanteur de flamenco (cantaor en espagnol) gitan espagnol.

## Biographie
Manuel el Agujetas grandit pendant le franquisme. Agujetas commence à travailler dans la forge de son père avant de partir pour Madrid. il participe à l'enregistrement de la Magna Antología del Cante, une anthologie du flamenco compilée par le musicologue José Blas Vega. Son père Agujeta el Viejo, lui a transmis la tradition du cante de Jerez hérité de Manuel Torre. Ses enfants Dolores Agujetas et Antonio Agujetas sont aussi chanteurs de flamenco, ainsi que ses frères Dorgo, Paco, Diego et Luis. 
Héritier d'une tradition orale, il déclare, dans le documentaire de Dominique Abel qui lui est consacré, Agujetas, cantaor, qu'il ne sait ni lire ni écrire et qu'un cantaor qui saurait lire ne vaudrait rien. Il ajoute qu'il connaît toutes ses letras par cœur. Il apparaît aussi dans le film de Carlos Saura, Flamenco.

## Discographie
- Viejo cante jondo, 1972
- Premio Manuel Torre de Cante Flamenco, 1974
- El color de la hierba, 1978
- Grandes Cantaores de flamenco: Agujetas, 1986
- Agujetas en París, 1996.
- El Querer no se puede ocultar, 1998
- Agujeta en la soleá, 1998.
- El querer no se puede ocultar, 1998.
- Agujetas cantaor, 1999
- 24 quilates, 2002.
- El rey del cante gitano, 2003.
- Magna Antología del Cante Flamenco, Volumen 3, 2008.
- Agujetas: Historia, Pureza y Vanguardia del Flamenco, 2012, anthologie de cinq disques.

## Filmographie
- 1995 : Flamenco de Carlos Saura
- 1998 : Agujetas, cantaor, documentaire de Dominique Abel[3]